# Port lotniczy Dandong
Port lotniczy Dandong (IATA: DDG, ICAO: ZYDD) – port lotniczy położony w Dandong, w prowincji Liaoning, w Chińskiej Republice Ludowej.

## Linie lotnicze i połączenia
| Linia Lotnicza          | Kierunek                                                |
| ----------------------- | ------------------------------------------------------- |
| China Southern Airlines | 1. Guangzhou 2. Szanghaj-Pudong 3. Shenzhen 4. Yangzhou |
| Shanghai Airlines       | 1. Szanghaj-Hongqiao 2. Yantai                          |
| Sichuan Airlines        | 1. Chengdu-Tianfu 2. Yantai                             |